# Dyclonina
A diclonina, também conhecida como diclocaína, é um anestésico local usado para dores de garganta ou boca. Está disponível como pastilha. Os efeitos podem começar em 10 minutos e durar até 30 minutos.
Os efeitos secundários comuns incluem ardor. Outros efeitos secundários podem incluir reações alérgicas e nervosismo. A segurança na gravidez não é clara. Não é um éster nem uma amida.